# George Eldon Ladd
George Eldon Ladd (31 de juliol de 1911, Alberta, Canadà - 5 d'octubre de 1982, Pasadena, Califòrnia) fou un ministre baptista i professor d'exegesi del Nou Testament i teologia al Seminari Teològic Fuller a Pasadena, Califòrnia.

## Biografia
S'ordenà el 1933 i feu de pastor a Nova Anglaterra del 1936 al 1945. Fou instructor al Gordon College de teologia i missions de Massachusetts entre el 1942 i el 1945. Fou professor associat de grec i Nou Testament entre el 1946 i el 1950. El 1952 es convertí en professor de teologia bíblica. La seva obra més coneguda, A Theology of the New Testament, ha estat emprada per milers d'estudiants de seminari des de la seva publicació el 1974.
Ladd s'oposà críticament al dispensacionalisme. Per a ell el Regne de Déu ja no pertanyia a Israel sinó a l'Església. Es negà a admetre la inerrància de l'Escriptura sobre la base de les narracions contradictòries trobades als Evangelis.

## Publicacions
- The Blessed Hope . Grand Rapids: Eerdmans, 1980. ISBN 0-8028-1111-6
- The Gospel of the Kingdom. Grand Rapids: Eerdmans, 1959. ISBN 0-8028-1280-5
- A Commentary on the Revelation of John. Grand Rapids: Eerdmans, 1972. ISBN 0-8028-1684-3
- The Last Things (An Eschatology For Laymen). Grand Rapids: Eerdmans, 1978.
- A Theology of the New Testament. 2d ed. Edited by Donald A. Hagner. Grand Rapids: Eerdmans, 1993. ISBN 0-8028-0680-5
- The Presence of the Future. Grand Rapids: Eerdmans, 1996. ISBN 0-8028-1531-6